# Kirche Feldbergen

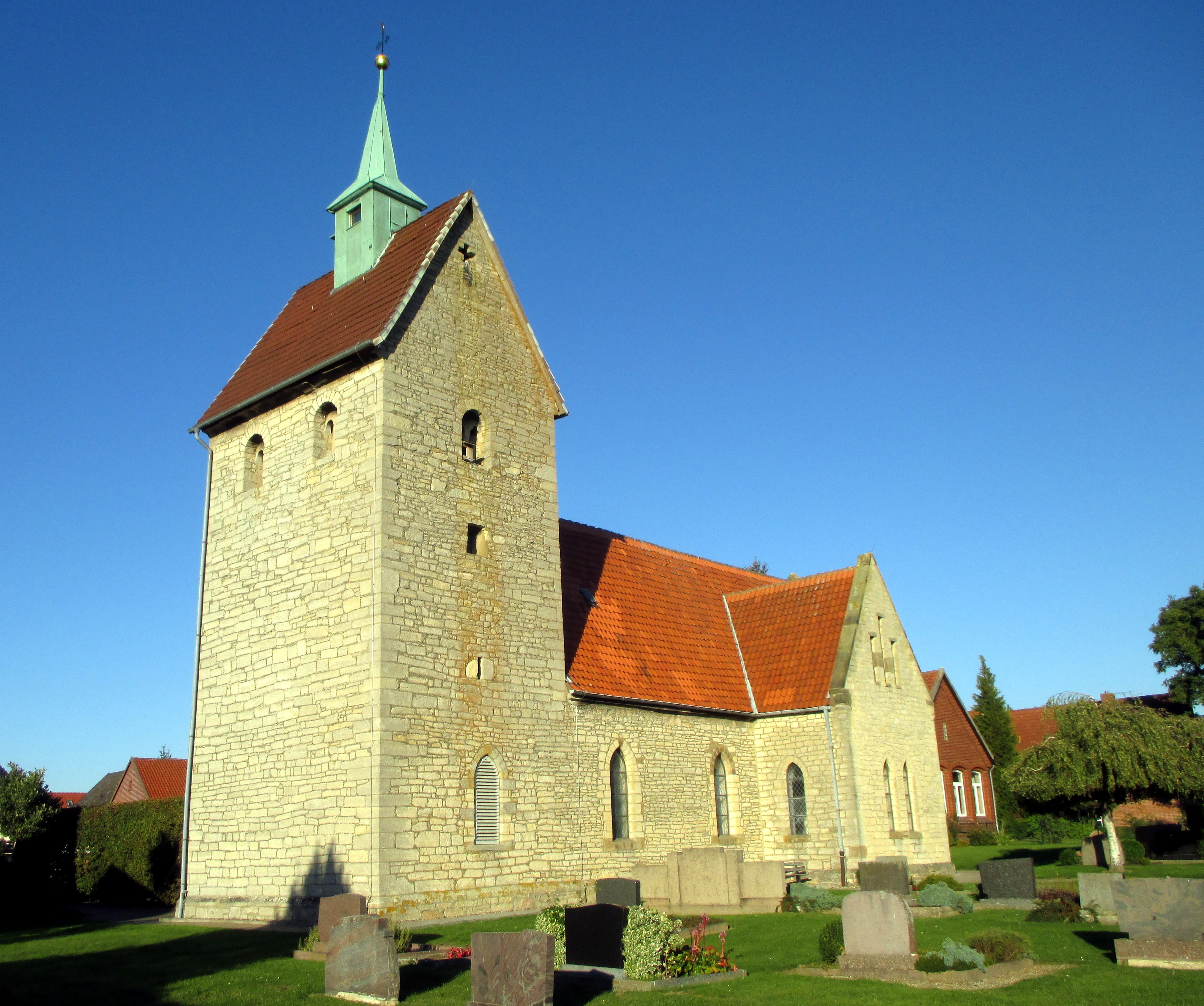
Kirche Feldbergen

Die evangelisch-lutherische, denkmalgeschützte Kirche Feldbergen steht auf dem Kirchfriedhof von Feldbergen, einem Ortsteil der Gemeinde Söhlde im Landkreis Hildesheim in Niedersachsen. Sie gehört zum Kirchenkreis Hildesheimer Land-Alfeld im Sprengel Hildesheim-Göttingen der Evangelisch-lutherischen Landeskirche Hannovers.

## Beschreibung
Die ursprünglich romanische Kapelle aus Bruchsteinen mit nur einem Kirchenschiff ist im 12. Jahrhundert entstanden. Von diesem Bau sind der querrechteckige, westliche Wehrturm mit der kreuzgratgewölbten Halle im Erdgeschoss und zwei Joche des kreuzgratgewölbten Langhauses sowie die östlichen Ecken des eingezogenen Chors erhalten geblieben. Der querrechteckige Kirchturm ist mit einem Satteldach bedeckt, aus dem sich mittig ein vierseitiger Dachreiter erhebt. Hinter den rundbogigen Klangarkaden  befindet sich der Glockenstuhl, in dem 2 Kirchenglocken hängen, eine wurde 1777 von Christoph August Becker, die andere 2011 von Rudolf Perner gegossen. Die Kirche wurde in gotischer Zeit, mit dem Anwachsen der Gemeinde, nach Osten verlängert. In der Ostwand hinter dem Altar ist das dreiteilige Fenster aus gotischer Zeit erhalten. Am Ende des 19. Jahrhunderts wurden die Wände erhöht und die Fenster spitzbogig erneuert. Außerdem kam der Bau der Seitenschiffe dazu und das Querschiff wurde hinzugefügt, sodass sich die Kirche seither als Hallenkirche bzw. Kreuzkirche darstellt.  Am Ende des 1883 angelegten Treillages liegt das Portal. 
Der barocke Altar aus dem Jahre 1714 besteht aus einer steinernen gotischen Mensa und ein von Jobst Heinrich Lessen geschnitztes Altarretabel mit seitlichen Durchgängen. In der Predella ist unten das Abendmahl Jesu und oben die Grablegung dargestellt, bekrönt von der Auferstehung. 1868 wurde  an der linken Seite des Chors eine um 1750 erbaute Orgel aufgestellt, die 1871 durch Heinrich Schaper und 1883 durch August Schaper instand gesetzt wurde. 1889 wurde von August Schaper eine neue Orgel mit 13 Registern, verteilt auf zwei Manuale und Pedal, gebaut. Sie war zunächst ebenerdig im nördlichen Seitenschiff aufgestellt. Das Werk wurde 1898/1899 um ein Register erweitert und auf die Empore im Westen verlegt. 1937 wurde seine Disposition durch P. Furtwängler & Hammer geändert. 1996/1997 wurde es durch die Gebrüder Hillebrand restauriert.